# Bully pulpit
 (décembre 2019).
Pour les articles homonymes, voir Bully.

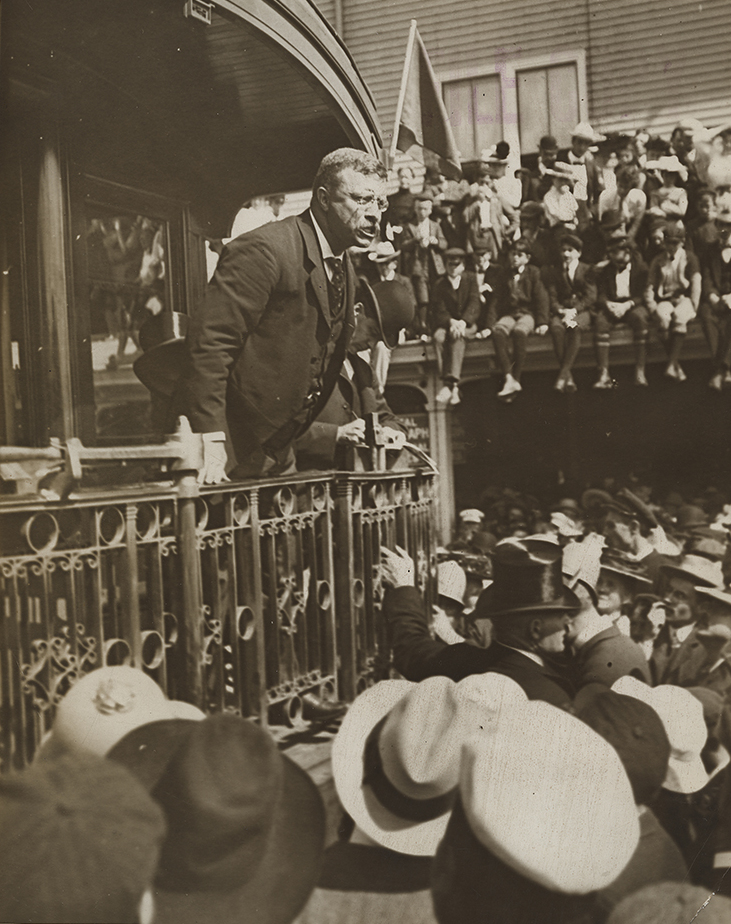
Le 26 août 1902, le président Theodore Roosevelt prononce un discours depuis un wagon à Biddeford, dans le Maine.

« Bully pulpit », expression qui pourrait être traduite en français par « formidable tribune », est une position dans la société qui permet d'être particulièrement visible, offrant de ce fait l'opportunité de s'exprimer et d'être largement entendu. Cette expression a été créée par le président des États-Unis Théodore Roosevelt, qui considérait son mandat comme une « formidable tribune » lui permettant de défendre un agenda politique.
Contrairement à l'acception contemporaine du mot anglais « bully », qui désigne généralement une brute ou l'acte de brutaliser quelqu'un (notamment dans le cas d'un harcèlement scolaire), Théodore Roosevelt l'utilisait comme synonyme de « superbe » ou « merveilleux », un sens communément admis au début du XXe siècle.